# Henry County (Iowa)
Das Henry County ist ein County im US-Bundesstaat Iowa. Bei der Volkszählung im Jahr 2020 hatte das County 20.482 Einwohner und eine Bevölkerungsdichte von 18,2 Einwohnern pro Quadratkilometer. Der Verwaltungssitz (County Seat) ist Mount Pleasant.

## Geographie
Das County liegt fast im äußersten Südosten von Iowa, ist im Osten etwa 35 km vom Mississippi entfernt, der die Grenze zu Illinois bildet. Im Süden ist der Staat Missouri rund 40 km entfernt. Das Henry County hat eine Fläche von 1131 Quadratkilometern, wovon sechs Quadratkilometer Wasserfläche sind. Es grenzt an folgende Nachbarcountys:
|                  | Washington County | Louisa County     |
| Jefferson County |                   | Des Moines County |
| Van Buren County | Lee County        |                   |

## Geschichte
Das Henry County wurde am 7. Dezember 1836 auf dem Gebiet des damaligen Wisconsin-Territoriums gebildet. Benannt wurde es entweder nach General James Dougherty Henry oder nach General Henry Dodge.
1839 wurde mit dem Bau des ersten Gerichtsgebäudes begonnen, welches 1840 fertiggestellt wurde. 1871 wurde der Bau des zweiten Gerichtsgebäudes begonnen und am 4. August 1914 das dritte Gerichtsgebäude fertiggestellt, das heute noch als solches benutzt wird.
46 Stätten und Bauwerke des Countys sind im National Register of Historic Places eingetragen.

## Demografische Daten
Nach der Volkszählung im Jahr 2010 lebten im Henry County 20.145 Menschen in 8.028 Haushalten. Die Bevölkerungsdichte betrug 17,9 Einwohner pro Quadratkilometer.
Ethnisch betrachtet setzte sich die Bevölkerung zusammen aus 92,1 Prozent Weißen, 2,2 Prozent Afroamerikanern, 0,3 Prozent amerikanischen Ureinwohnern, 2,3 Prozent Asiaten sowie aus anderen ethnischen Gruppen; 1,6 Prozent stammten von zwei oder mehr Ethnien ab. Unabhängig von der ethnischen Zugehörigkeit waren 3,8 Prozent der Bevölkerung spanischer oder lateinamerikanischer Abstammung.
In den 8.028 Haushalten lebten statistisch je 2,44 Personen.
23,2 Prozent der Bevölkerung waren unter 18 Jahre alt, 60,8 Prozent waren zwischen 18 und 64 und 16,0 Prozent waren 65 Jahre oder älter. 48,8 Prozent der Bevölkerung war weiblich.

Das jährliche Durchschnittseinkommen eines Haushalts lag bei 43.887 USD. Das Prokopfeinkommen betrug 23.838 USD. 15,8 Prozent der Einwohner lebten unterhalb der Armutsgrenze

## Ortschaften im Henry County
Citys
| - Coppock1 - Hillsboro - Mount Pleasant - Mount Union | - New London - Olds - Rome - Salem | - Wayland - Westwood - Winfield |

Unincorporated Communities
- Lowell
- Swedesburg

1 – teilweise im Jefferson und im Washington County

## Gliederung
Das Henry County ist in 12 Townships eingeteilt:
| - Baltimore Township - Canaan Township - Center Township - Jackson Township | - Jefferson Township - Marion Township - New London Township - Salem Township | - Scott Township - Tippecanoe Township - Trenton Township - Wayne Township |

Die Stadt Mount Pleasant gehört keiner Township an.